# Mbandaka
Mbandaka là thành phố ở phía tây của Cộng hòa Dân chủ Congo, thủ phủ của Vùng Équateur, thành phố này nằm gần như ngay ở đường xích đạo. Mbandaka nằm bên sông Congo, tại cửa sông Ruki, là môộ cảng sông và trung tâm thương mại chính của khu vực. Mbandaka có dân số 729.527 người (2004). Các ngành chính của thành phố này là: dược phẩm, đóng thuyền, đánh cá. Thành phố đã được đặt tên là Equateur hay Equateurville khi được thành lập năm 1883 bởi nhà thám hiểm Anh-Mỹ Sir Henry Morton Stanley và đã được đổi tên thành Coquilhatville bởi những người thực dân Bỉ năm 1891. Tên hiện tại được đặt năm 1966 để vinh danh một lãnh đạo địa phương.